# Krutje
Krutje è una frazione del comune di Lushnjë in Albania (prefettura di Fier).
Fino alla riforma amministrativa del 2015 era comune autonomo, dopo la riforma è stato accorpato, insieme agli ex-comuni di Allkaj, Ballagat, Bubullimë, Dushk, Fier-Shegan, Golem, Hysgjokaj, Karbunarë e Kolonjë a costituire la municipalità di Lushnjë.

## Località
Il comune era formato dall'insieme delle seguenti località:
- Krutje e Sipërme
- Krutje e Poshtme
- Fier i Ri
- Zhym
- Rrupaj
- Lifaj i Vjetër
- Kadiaj
- Ngurrëz e Madhe
- Ngurrëz e Vogël
- Arrëz
- Gjazë